# États des États-Unis par ordre d'entrée dans l'Union

États américains par date d'adhésion à l’Union

L'ordre d'admission des cinquante États composant les États-Unis résulte de deux facteurs.
- Le 4 juillet 1776, les représentants de 13 colonies et provinces contresignaient la Déclaration d'indépendance des États-Unis élaborée par Thomas Jefferson, déclaration qui était dirigée contre les pouvoirs, jugés exorbitants et arbitraires, de la Grande-Bretagne. S'ensuivaient la guerre d'indépendance et l'élaboration de la Constitution.

La ratification de la Constitution par les élus des 13 États de la Confédération s'est étalée sur deux ans et demi, de décembre 1787 à juin 1790. Cette date est indiquée, dans le tableau, sur la deuxième ligne de la cellule correspondante.
- Pour les 37 autres États ayant rejoint ultérieurement l'Union, la date indiquée est simplement celle de leur admission en tant qu'État membre, à part entière.

## Tableau chronologique

Premier drapeau des États-Unis d'Amérique. Nombre d'étoiles et de bandes : 13 (17 juin 1777)

Drapeau actuel des États-Unis d'Amérique. Nombre d'étoiles : 50 (4 juillet 1960)

| Ordre | État                 | Admission puis ratification     | Statut avant admission                                                                       |
| ----- | -------------------- | ------------------------------- | -------------------------------------------------------------------------------------------- |
| 01    | Delaware             | 4 juillet 1776 7 décembre 1787  | Colonie du Delaware, puis État de la Confédération                                           |
| 02    | Pennsylvanie         | 4 juillet 1776 12 décembre 1787 | Province de Pennsylvanie, puis État de la Confédération                                      |
| 03    | New Jersey           | 4 juillet 1776 18 décembre 1787 | Province du New Jersey, puis État de la Confédération                                        |
| 04    | Géorgie              | 4 juillet 1776 2 janvier 1788   | Province de Géorgie, puis État de la Confédération                                           |
| 05    | Connecticut          | 4 juillet 1776 9 janvier 1788   | Colonie de Connecticut, puis État de la Confédération                                        |
| 06    | Massachusetts        | 4 juillet 1776 6 février 1788   | Province de la baie du Massachusetts, puis État de la Confédération                          |
| 07    | Maryland             | 4 juillet 1776 28 avril 1788    | Province de Maryland, puis État de la Confédération                                          |
| 08    | Caroline du Sud      | 4 juillet 1776 23 mai 1788      | Province de Caroline du Sud, puis État de la Confédération                                   |
| 09    | New Hampshire        | 4 juillet 1776 21 juin 1788     | Province du New Hampshire, puis État de la Confédération                                     |
| 10    | Virginie             | 4 juillet 1776 25 juin 1788     | Colonie de Virginie, puis État de la Confédération                                           |
| 11    | New York             | 4 juillet 1776 26 juillet 1788  | Province de New York, puis État de la Confédération                                          |
| 12    | Caroline du Nord     | 4 juillet 1776 21 novembre 1789 | Province de Caroline du Nord, puis État de la Confédération                                  |
| 13    | Rhode Island         | 4 juillet 1776 29 mai 1790      | Colonie de Rhode Island puis État de la Confédération                                        |
| 14    | Vermont              | 4 mars 1791                     | République du Vermont                                                                        |
| 15    | Kentucky             | 1er juin 1792                   | Partie de l'État de Virginie                                                                 |
| 16    | Tennessee            | 1er juin 1796                   | Territoire du Sud-Ouest, séparé de l'État de Caroline du Nord                                |
| 17    | Ohio                 | 1er mars 1803                   | Territoire du Nord-Ouest                                                                     |
| 18    | Louisiane            | 30 avril 1812                   | Territoire de Louisiane Louisiane Français                                                   |
| 19    | Indiana              | 11 décembre 1816                | Territoire de l'Indiana Séparé du territoire du Nord Ouest                                   |
| 20    | Mississippi          | 10 décembre 1817                | Territoire du Mississippi Séparé de la Géorgie                                               |
| 21    | Illinois             | 3 décembre 1818                 | Territoire de l'Illinois Séparé du territoire de l’Indiana                                   |
| 22    | Alabama              | 4 décembre 1819                 | Territoire de l'Alabama Séparé de la Floride occidentale                                     |
| 23    | Maine                | 15 mars 1820                    | Exclave du Massachusetts                                                                     |
| 24    | Missouri             | 10 août 1821                    | Territoire du Missouri Séparé du territoire de Louisiane                                     |
| 25    | Arkansas             | 15 juin 1836                    | Territoire de l'Arkansas Séparé du territoire du Missouri                                    |
| 26    | Michigan             | 26 janvier 1837                 | Territoire du Michigan Séparé du territoire de l’Illinois                                    |
| 27    | Floride              | 3 mars 1845                     | Territoire de Floride Avant Floride Espagnole                                                |
| 28    | Texas                | 29 décembre 1845                | Ancienne République du Texas séparée du Mexique, annexée par les États-Unis                  |
| 29    | Iowa                 | 28 décembre 1846                | Territoire de l'Iowa Séparé du territoire du Wisconsin                                       |
| 30    | Wisconsin            | 29 mai 1848                     | Territoire du Wisconsin Séparé du territoire du Michigan                                     |
| 31    | Californie           | 9 septembre 1850                | Province du Mexique cédée par le Mexique                                                     |
| 32    | Minnesota            | 11 mai 1858                     | Territoire du Minnesota séparé du territoire de l’Iowa                                       |
| 33    | Oregon               | 14 février 1859                 | Territoire de l'Oregon obtenu avec le partage de la vallée de l’Oregon                       |
| 34    | Kansas               | 29 janvier 1861                 | Territoire du Kansas fondé par une famille bourgeoise française                              |
| 35    | Virginie-Occidentale | 20 juin 1863                    | Division de l'État de Virginie                                                               |
| 36    | Nevada               | 31 octobre 1864                 | Territoire du Nevada séparé du Territoire de l’Utah                                          |
| 37    | Nebraska             | 1er mars 1867                   | Territoire du Nebraska                                                                       |
| 38    | Colorado             | 1er août 1876                   | Territoire du Colorado                                                                       |
| 39    | Dakota du Nord       | 2 novembre 1889                 | Territoire du Dakota                                                                         |
| 40    | Dakota du Sud        | 2 novembre 1889                 | Territoire du Dakota                                                                         |
| 41    | Montana              | 8 novembre 1889                 | Territoire du Montana                                                                        |
| 42    | Washington           | 11 novembre 1889                | Territoire de Washington séparé du territoire de l’Oregon                                    |
| 43    | Idaho                | 3 juillet 1890                  | Territoire de l'Idaho séparé du territoire de Washington                                     |
| 44    | Wyoming              | 10 juillet 1890                 | Territoire du Wyoming                                                                        |
| 45    | Utah                 | 4 janvier 1896                  | Territoire de l'Utah issu de l’état du Désert                                                |
| 46    | Oklahoma             | 16 novembre 1907                | Territoire de l'Oklahoma                                                                     |
| 47    | Nouveau-Mexique      | 6 janvier 1912                  | Territoire du Nouveau-Mexique                                                                |
| 48    | Arizona              | 14 février 1912                 | Territoire de l'Arizona issu de la scission du Nouveau Mexique durant la guerre de sécession |
| 49    | Alaska               | 3 janvier 1959                  | Territoire de l'Alaska acheté à la Russie                                                    |
| 50    | Hawaï                | 21 août 1959                    | Territoire d'Hawaï issu du royaume d’Hawaii annexé par les États Unis                        |